# Indomelothria chlorocarpa
Indomelothria chlorocarpa är en gurkväxtart. Indomelothria chlorocarpa ingår i släktet Indomelothria och familjen gurkväxter.

## Underarter
Arten delas in i följande underarter:
- I. c. chlorocarpa
- I. c. halimunensis